# Superfamilia tipográfica

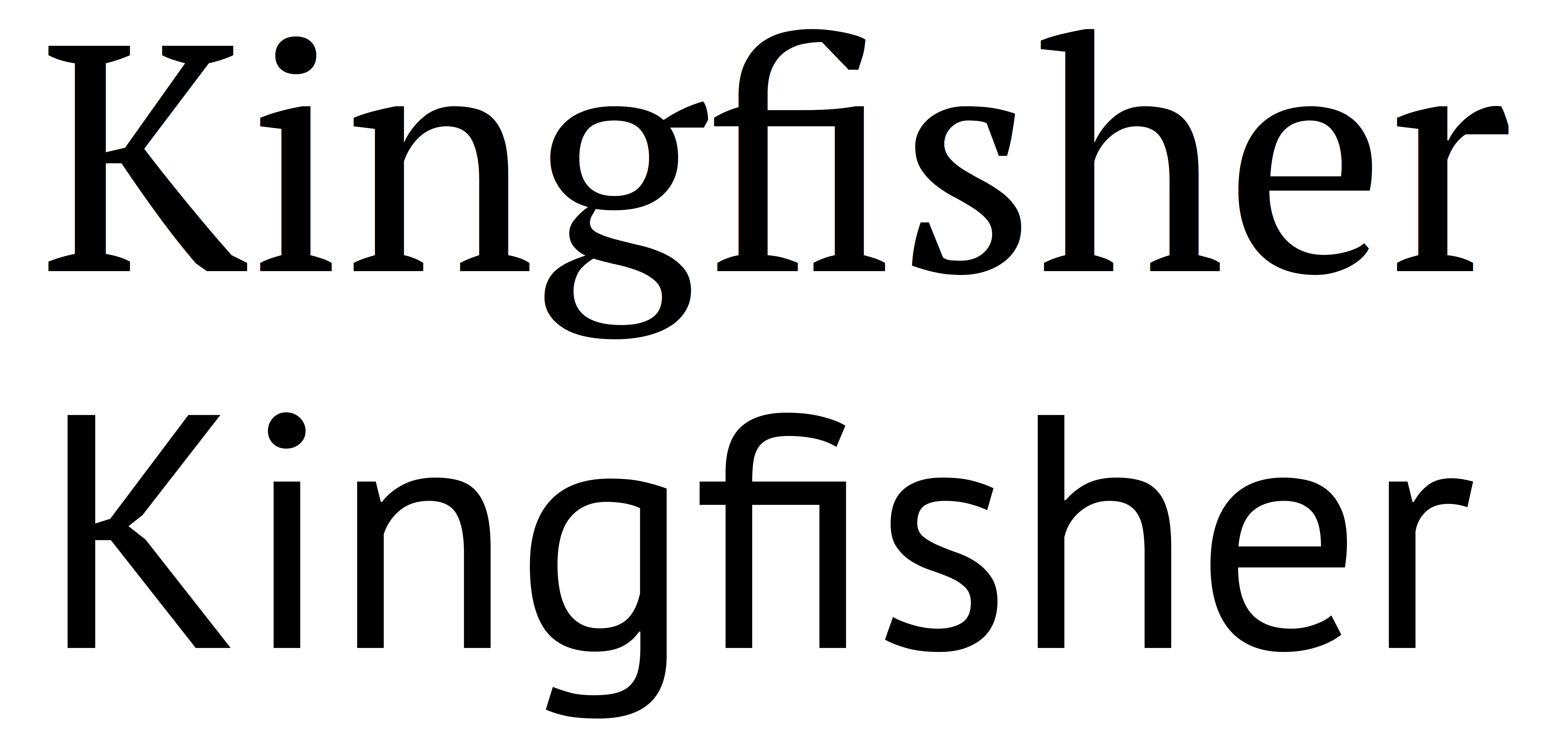
La superfamilia PT se caracteriza por estructuras similares.

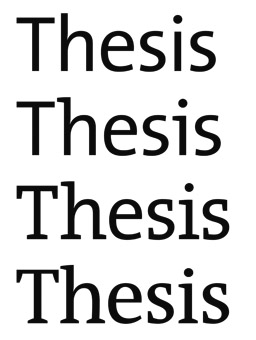
Thesis de Lucas DeGroot

Una superfamilia de fuentes o de tipografías es una familia de tipografías que comprende a su vez fuentes que se clasifican en múltiples subfamilias.

## Concepto
Las fuentes de misma familia comparten un criterio o característica común a todas. A partir de ese estándar se agregan nuevas características específicas de la clase, como las serifas. El resultado es un conjunto de fuentes que, si bien pertenecen a diferentes clases como sans y serif, tienen una apariencia similar. Generalmente, el miembro sans-serif de una superfamilia será un diseño humanista para complementar el serif.Sauthoff, Wendt y Willberg (1996) distinguen entre dos posibles conceptos de familias tipográficas: 
- Familias de fuentes independientes que están relacionadas entre sí, es decir, las proporciones de las alturas x, ascendentes y descendentes son idénticas y los anchos de las letras de las diferentes fuentes se corresponden entre sí o incluso son iguales. El mismo ancho de letra permite intercambiar caracteres individuales, palabras o líneas.
- Familias conformadas por fuentes que realizan una progresión entre dos estilos, a menudo de una antiqua a una grotesca. Las tipografías intermedias son llamadas «semifuentes». Un ejemplo de esto es la fuente Rotis, por Otl Aicher, con sus cuatro familias tipográficas Rotis Sans Serif, Rotis Semi Sans, Rotis Semi Serif y Rotis Serif.

Otras superfamilias pueden incluir fuentes agrupadas para un propósito común que no son exactamente complementarias en la estructura de las letras.

## Anexo:Superfamilias
Algunas superfamilias conocidas son:
- Alegreya
- Berlingske de Playtype, que incluye Berlingske Serif, Berlingske Serif Display, Berlingske Serif Stencil, Berlingske sans, Berlingske Sans Display, Berlingske sans Stencil, Berlingske Slab, Berlingske Slab Display, Berlingske Slab Stencil, Berlingske Typewriter.
- FF Meta de Erik Spiekermann, que incluye FF Meta (sans), FF Meta Serif y FF Meta Headline
- FF Nexus de Martin Majoor, que incluye FF Nexus Sans, FF Nexus Serif, FF Nexus Mix y FF Nexus Typewriter
- FF Quadraat de Fred Smeijers, que incluye FF Quadraat (serif), FF Quadraat Sans, FF Quadraat Display y FF Quadraat Headliner
- FF Scala por Martin Majoor, compuesto por FF Scala (serif) y FF Scala Sans
- FF Seria por Martin Majoor, que comprende FF Seria (serif) y FF Seria Sans
- Generis de Erik Faulhaber, que incluye Generis Sans, Generis Serif, Generis Simple y Generis Slab
- ITC Humana por Timothy Donaldso, que incluye ITC Humana Sans, ITC Humana Serif e ITC Humana Script
- ITC Officina de Erik Spiekermann y Just van Rossum, compuesto por ITC Officina Sans, ITC Officina Serif e ITC Officina Display
- Linotype Authentic de Karin Huschka, que incluye Linotype Authentic Sans, Linotype Authentic Serif, Linotype Authentic Small Serif y Linotype Authentic Stencil
- Linotype Compatil de Olaf Leu, que incluye Compatil Text, Compatil Fact, Compatil Letter y Compatil Exquisit
- Lucida de Charles Bigelow y Kris Holmes, que incluye Lucida Sans, Lucida Serif, Lucida Typewriter Sans, Lucida Typewriter Serif y Lucida Math
- Merriweather por Eben Sorkin, que comprende Merriweather y Merriweather Sans
- Penumbra de Lance Hidy, que incluye Penumbra Sans, Penumbra Serif, Penumbra Half Serif y Penumbra Flare
- PT Fonts por Alexandra Korolkova et al, que comprende PT Serif, PT Sans y PT Mono.
- Rotis por Otl Aicher, que comprende rotis serif, rotis semi-serif, rotis semi-sans y rotis sans
- Sassoon por Rosemary Sassoon y Adrian William, que incluye Sassoon Sans, Sassoon Book, Sassoon Primary, Sassoon Infant y Sassoon Sans Slope
- Source por Paul D. Hunt y Frank Grießhammer, que incluye Source Sans Pro, Source Serif Pro y Source Code Pro
- Stone de Sumner Stone, que incluye Stone Serif, Stone Sans y Stone Informal
- Thesis por Lucas de Groot, que incluye TheSans, TheSerif, TheMix y TheAntiqua
- Trajan tanto Trajan (serif, diseñado por Carol Twombly) como Trajan Sans. Sin minúsculas.
- Computer Modern por Donald E. Knuth, que comprende cmr (antigua), cmss (grotesco) y cmtt (monoespaciado)
- DejaVu y Bitstream Vera que comprende DejaVu Sans, DejaVu Sans Mono y DejaVu Serif.
- Droid por Steve Matteson, que incluye Droid Sans, Droid Serif y Droid Sans Mono.
- IBM Plex por Mike Abbink, que incluye IBM Plex Sans, IBM Plex Sans Condensed, IBM Plex Serif e IBM Plex Mono
- Roboto por Christian Robertson, compuesto por Roboto, Roboto Slab y Roboto Mono
- Corporate ASE por Kurt Weidemann, que comprende antiqua, sans y Egyptienne
- Liberation por Steve Matteson, que incluye Liberation Sans, Liberation Serif y Liberation Mono